# Шалена карта (фільм)
Шале́на ка́рта (англ. Wild Card) — американський фільм Саймона Веста, кримінальна трилер-драма. Сюжет фільму заснований на романі 1985 року «Гнів» американського новеліста Вільяма Ґолдмена та його однойменній екранізації 1986 року.
Прем'єра фільму відбулася 14 січня 2015 в Бельгії, Люксембурзі та Франції. В Україні — 29 січня 2015, 30 січня 2015 в США.
Вікове обмеження: від 18 років.

## Анотація
Головний герой — колишній військовий Нік Ескаланте (актор Джейсон Стейтем) — працює в Лас-Вегасі охоронцем та мріє назбирати грошей і назавжди поїхати до Венеції. Але одного разу Нік погоджується допомогти повії Голлі (акторка Домінік Гарсія-Лорідо), яка стала жертвою насилля сина крутого гангстера. У зв'язку з цим його омріяна подорож дещо відкладається...

## У ролях
| Актор                                          | Роль                           |
| ---------------------------------------------- | ------------------------------ |
| Джейсон Стейтем (Jason Statham)                | Дикий Нік Ескаланте(Nick Wild) |
| Майкл Ангарано (Michael Angarano)              | Сайрус Кіннік (Cyrus Kinnick)  |
| Майло Вентімілья (Milo Ventimiglia)            | Денні Де Марко (Danny DeMarco) |
| Домінік Гарсія-Лорідо (Dominik Garcia-Lorido)  | Голлі (Holly)                  |
| Енн Гейч (Anne Heche)                          | Роксі (Roxy)                   |
| Софія Вергара (Sofía Vergara)                  | Ді Ді (DD)                     |
| Макс Каселла (Max Casella)                     | Осґуд (Osgood)                 |
| Джейсон Александер (Jason Alexander)           | Пінкі (Pinky)                  |
| Франсуа Вінчентеллі (Francois Vincentelli)     | Бенні (Benny)                  |
| Давінія Мак-Федден (Daviena McFadden)          | Міллісенд (Millicent)          |
| Кріс Браунінг (Chris Browning)                 | Тіль (Tiel)                    |
| Меттью Вілліг (Matthew Willig)                 | Кінлоу (Kinlaw)                |
| Грейс Санто (Grieice Santo)                    | офіціантка (Cocktail Waitress) |
| Гоуп Девіс (Hope Davis)                        | Кассандра (Cassandra)          |
| Стенлі Туччі (Stanley Tucci)                   | Малюк (Baby)                   |
| Седрік «Розважальник» (Cedric the Entertainer) | Пінчус (Baby)                  |

## Створення
Знімання розпочалися в січні 2013 року в Новому Орлеані (США), основна частина знімань — з лютого 2013, під керівництвом режисера Саймона Веста. Проте кастинг скінчився лише 11 квітня 2013, коли було оголошено про залучення до фільму основних акторів: Стенлі Туччі, Енн Гейч, Седрік «Розважальник», Гоуп Девіс та Майло Вентімілья. 12 грудня 2014 було випущено перший трейлер до фільму.